# Rogier van Joinville
Rogier van Joinville (overleden rond 1128) was van 1096 tot aan zijn dood heer van Joinville. Hij behoorde tot het huis Joinville.

## Levensloop
Rogier was een zoon van heer Godfried II van Joinville en diens echtgenote Hoderin, dochter van heer Jocelin I van Courtenay. Na het overlijden van zijn vader in 1096 werd hij heer van Joinville.
Hij werkte als secretaris aan het hof van de graven van Champagne. Rogier bemiddelde en ondertekende voor hen akkoorden met vazallen. Hij was bijvoorbeeld bemiddelaar bij het conflict tussen graaf Arnulf van Reynel en de Abdij van Montier-en-Der, nadat de graaf enkele dorpen had geplunderd die in het bezit waren van de abdijen. Ironisch genoeg waren de monniken van deze en andere abdijen ook het slachtoffer van afpersingen en rooftochten van Rogier zelf. Pas nadat hij bedreigd werd met excommunicatie, gaf hij alle gestolen kerkgoederen terug.
Rogier van Joinville overleed vermoedelijk rond het jaar 1128.

## Huwelijk en nakomelingen
Rogier was gehuwd met Adelheid, dochter van heer Gwijde III van Vignory. Ze kregen volgende kinderen:
- Godfried III (overleden in 1188), heer van Joinville
- Robert (overleden in 1178)
- Gwijde (overleden in 1190), bisschop van Châlons
- Adelheid, abdis van Avenai
- Willem, ordebroeder
- Beatrix, huwde met graaf Hendrik van Grandpré